# Drake-brockmania somalensis
Drake-brockmania somalensis är en gräsart som beskrevs av Otto Stapf. Drake-brockmania somalensis ingår i släktet Drake-brockmania och familjen gräs. Inga underarter finns listade i Catalogue of Life.